# أمن

مقعد قذفي لهروب طيار قبل اصطدام طائرته

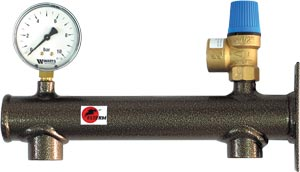
صمام أمان ومقياس ضغط على أنبوبة تدفئة مركزية.

الأمن هو التحرر من أو مقاومة ضد أي ضرر محتمل (أو أي تغيير قسري غير مرغوب فيه) من قوى خارجية. قد يكون المستفيدون من الأمن هم الأشخاص والمجموعات الاجتماعية، والأشياء والمؤسسات، والنظم البيئية، وأي كيان آخر أو ظاهرة أخرى قد تكون عرضة لأي تغيير يطرأ في أي بيئة.
يشير الأمن في الغالب إلى الحماية من القوى المعادية، ولكن لديه مجموعة واسعة من الإشارات الأخرى: على سبيل المثال، كغياب الضرر (مثل الحرية من العوز)، كوجود سلعة أساسية (مثل الأمن الغذائي)، كمقاومة ضد الضرر أو المخاطر المحتملة (مثل المؤسسات الآمنة)، كسريّة (مثل خط هاتف آمن)، كاحتواء (مثل غرفة أو خلية آمنة) وكحالة ذهنية (على سبيل المثال، الأمن العاطفي).
يُستخدم المصطلح أيضًا للإشارة إلى الأفعال والنظم التي قد يكون غرضها توفير الأمن: (كقوات الأمن، حارس أمني، أنظمة الأمن التكنولوجي، كاميرات الأمن، والحراسة عن بعد).

## أصل الكلمة
دخلت كلمة «آمن» اللغة الإنكليزية في القرن السادس عشر. اشتُقّت الكلمة من اللغة اللاتينية "secures"، وهذا يعني التحرر من القلق: Se(بدون) + cura (القلق).

## نظرة عامة

### المرجع
المرجع الأمني هو محور سياسة الأمان أو خطابٍ ما. على سبيل المثال، قد يكون المرجع مستفيدًا محتملاً أو ضحية لسياسة أو نظام أمني.
قد تكون المراجع الأمنية أشخاصًا أو مجموعات اجتماعية أو أشياء أو مؤسسات أو أنظمة بيئية أو أية ظاهرة أخرى عرضة للتغيير غير المرغوب فيه من قبل قوى بيئتها. قد يجمع المرجع في دوره العديد من المراجع بنفس الطريقة التي تتكون بها مثلًا الدولة القومية من العديد من المواطنين الأفراد.

### السياق
سياق الأمان هو العلاقات بين مرجع الأمان وبيئته. يعتمد الأمن وانعدام الأمن من هذا المنظور أولًا على ما إذا كانت البيئة مفيدة أو معادية للمرجع، وأيضاً مدى قدرة المرجع على الاستجابة لبيئته من أجل البقاء والازدهار.

### القدرات
تتنوع الوسائل التي توفَّر بها المرجعية للأمن على نطاقٍ واسع. تشمل على سبيل المثال:
- القدرات القسرية بما في ذلك القدرة على عرض القوة القسرية في البيئة (مثل حاملة الطائرات والمسدس).
- أنظمة الحماية (كالقفل، السياج، برامج مكافحة الفيروسات، ونظام الدفاع الجوي).
- أنظمة التحذير (مثل المنبه والرادار).
- العمل الدبلوماسي والاجتماعي الذي يهدف إلى منع انعدام الأمن من التطور (على سبيل المثال استراتيجيات منع الصراع وتحويله).
- سياسة تهدف إلى تطوير الظروف الاقتصادية والفيزيائية والبيئية وغيرها من الظروف الأمنية (مثل الإصلاح الاقتصادي، والحماية البيئية، ونزع السلاح تدريجيًا).

### التأثيرات
قد يكون لأي إجراء يهدف إلى توفير الأمن تأثيرات متعددة. على سبيل المثال، قد يكون للإجراء فائدة كبيرة مما يعزز الأمن للعديد من أو كل مراجع الأمن في السياق؛ وبدلاً من ذلك، قد يكون الإجراء فعّالاً بشكل مؤقت فقط، أو يفيد مرجعًا واحداً على حساب مرجعٍ آخر، أو يكون غير فعالٍ تمامًا أو يؤدي إلى نتائجٍ عكسية.

### الطرق المتنازع عليها
الطرق للأمن هي موضع خلافٍ وموضوعٌ للنقاش. على سبيل المثال، في النقاش حول إستراتيجيات الأمن القومي يجادل البعض بأن الأمن يعتمد بشكلٍ أساسي على تطوير القدرات الوقائية والقسرية من أجل حماية المرجع الأمني في بيئة معادية (وربما لإظهار تلك القوة في بيئتها والسيطرة عليها حتى التفوق الإستراتيجي). يجادل آخرون بأن الأمن يعتمد بشكلٍ أساسي على بناء الظروف التي يمكن أن تتطور فيها العلاقات العادلة، جزئياً عن طريق الحد من العداء بين الأطراف الفاعلة، وضمان تلبية الاحتياجات الأساسية، وكذلك إمكانية التفاوض حول الاختلافات في المصالح بشكل فعال.

## أمثلة على سياقات الأمن
يوضح الجدول بعض المجالات الرئيسية حيث تبرز المخاوف الأمنية.
| عالم تكنولوجيا المعلومات - أمن الاتصالات - أمن الحاسوب - أمن الإنترنت - أمن التطبيق - أمن البيانات - الأمن الرقمي - أمن المعلومات - أمن الشبكة - أمن نقطة النهاية العالم المادي - أمن المطار - أمن الشركات - أمن غذائي - الأمن البيئي - أمن المنزل - أمن البنية التحتية - الأمن المادي - أمن الميناء / أمن سلسلة التوريد - حقيبة الأمان - الطباعة الأمنية - ختم الأمن - أمن النقل سياسي - الأمن القومي - الأمن العام - أمن الوطن - الأمن الداخلي - الأمن الدولي - الأمن الإنساني |

تُوضَّح نطاق سياقات الأمن بواسطة الأمثلة التالية:

### أمن الحاسوب
يشير أمن الحاسوب، المعروف أيضًا باسم أمن تكنولوجيا المعلومات، إلى أمان أجهزة المعالجة مثل أجهزة الكمبيوتر والهواتف الذكية، ويشير أيضًا إلى شبكات الكمبيوتر مثل الشبكات الخاصة والعامة وشبكة الإنترنت. يُعتبر المجال ذو أهمية متزايدة بسبب الاعتماد المتزايد على أنظمة الكمبيوتر في معظم المجتمعات. يتعلق الأمر بحماية الأجهزة والبرامج والبيانات والأشخاص، وكذلك الإجراءات التي يتم من خلالها الوصول إلى الأنظمة. تشمل وسائل أمن الحاسوب الأمن المادي للأنظمة وأمن المعلومات الموجودة عليها.

### أمن الشركات
يشير أمن الشركات إلى مرونة الشركات ضد التجسس والسرقة والأضرار والتهديدات الأخرى. لقد أصبح أمن الشركات أكثر تعقيدًا حيث ازداد الاعتماد على أنظمة تكنولوجيا المعلومات، وأصبح تواجدها الفعلي أكثر توزّعًا في العديد من البلدان بما في ذلك البيئات التي تُعتبر أو قد تصبح بسرعة معادية لها.

### الأمن البيئي
يشير الأمن البيئي إلى سلامة النظم البيئية والمحيط الحيوي لا سيما فيما يتعلق بقدرتهم على الحفاظ على مجموعة متنوعة من أشكال الحياة (بما في ذلك الحياة البشرية). لقد جذب أمن الأنظمة البيئية اهتماما أكبر نظرًا لتزايد تأثير الضرر البيئي من قبل البشر.

### أمن غذائي
يشير الأمن الغذائي إلى الإمداد الجاهز للأغذية الآمنة والمغذية والحصول عليها. يكتسب الأمن الغذائي أهمية في الوقت الذي نما فيه سكان العالم وتضاءلت الأراضي المنتجة من خلال الاستخدام المفرط لها وتغير المناخ.

### أمن المنزل
عادةً ما يشير الأمن المنزلي إلى أنظمة الأمان المستخدمة في العقارات التي تستخدم كمسكن (بما في ذلك عادةً الأبواب والأقفال وأنظمة الإنذار والإضاءة والمبارزة)؛ والممارسات الأمنية الشخصية (مثل التأكد من أن الأبواب مقفلة، وأجهزة الإنذار، والنوافذ المغلقة).

### الأمن الإنساني
الأمن الإنساني هو اسم نموذج ناشئ رداً على التركيز التقليدي على حق الدول القومية في حماية نفسها، وركز على أولوية أمن الناس (الأفراد والمجتمعات). تدعم الجمعية العامة للأمم المتحدة هذا المفهوم حيث شددت على «حق الناس في العيش في حرية وكرامة» وأقرّت بأن "جميع الأفراد، ولا سيما المستضعفين، لهم الحق في التحرر من الخوف والتحرر من العوز".

### الأمن القومي
يشير الأمن القومي إلى أمن الدولة بما في ذلك شعبها واقتصادها ومؤسساتها. من الناحية العملية، تعتمد حكومات الولايات على مجموعةٍ واسعةٍ من الوسائل بما في ذلك الدبلوماسية والقوة الاقتصادية والقدرات العسكرية.

### مفاهيم الأمن
نظرًا لأنه لا يمكن معرفة نسبة أمن شيء بشكل دقيق (ولا يمكن تجنب مقاييس نقاط الضعف)، فإن مفاهيم الأمن تختلف كثيرًا. على سبيل المثال، الخوف من الموت بسبب زلزال هو أمر شائع في الولايات المتحدة الأمريكية، ولكن الانزلاق على أرضية الحمام يقتل المزيد من الناس؛ وفي فرنسا والمملكة المتحدة والولايات المتحدة هناك عدد أقل بكثير من الوفيات الناجمة عن الإرهاب مقارنةً بالنساء اللواتي قتلن من قبل شركائهن في المنزل.
هناك مشكلة أخرى في الإدراك ألا هي الافتراض الشائع بأن مجرد وجود نظام أمني (مثل القوات المسلحة أو برامج مكافحة الفيروسات) يعني ضمان الأمان. على سبيل المثال، يمكن أن يمنع برنامجين لأمن الكمبيوتر مثبتان على نفس الجهاز بعضهما البعض من العمل بشكل صحيح، بينما يفترض المستخدم أنه يستفيد من ضعف الحماية التي يوفرها برنامجٌ واحدٌ فقط.
يعد «المسرح الأمني» مصطلحًا حاسمًا للمقاييس التي تغير المفاهيم الأمنية دون التأثير بالضرورة على الأمن نفسه. على سبيل المثال، قد تؤدي العلامات البصرية للحماية الأمنية مثل المنزل الذي يعلن عن نظام الإنذار الخاص به إلى ردع أحد المتسللين سواء كان النظام يعمل بشكل صحيح أم لا. وبالمثل، فإن زيادة وجود أفراد عسكريين في شوارع مدينة بعد هجوم إرهابي قد يساعد على طمأنة الجمهور سواء أكان يقلل من خطر وقوع مزيدٍ من الهجمات أم لا.

## أمثلة عن مفاهيم الأمن
تتكرر مفاهيم معينة في مختلف مجالات الأمن:
- التحكم في الوصول: تقييد انتقائي للوصول إلى مكان أو مورد آخر.
- الضمان: تعبير عن الثقة بأن إجراء الأمان سيؤدي كما هو متوقع.
- التفويض: وظيفة تحديد حقوق أو امتيازات الوصول إلى الموارد المتعلقة بأمن المعلومات وأمن الكمبيوتر بشكلٍ عام والتحكم في الوصول بشكلٍ خاص.
- الإجراء المضاد: وسيلة لمنع الفعل أو النظام من أن يكون له تأثيره المقصود.
- الدفاع في العمق: مدرسة فكرية تؤكد أن نطاقًا أوسع من الإجراءات الأمنية سيعزز الأمن.
- استغلال: وسيلة للاستفادة من الضعف في نظام الأمن (عادة نظام الأمن المتعلق بالتكنولوجيا).
- إدارة الهوية: تمكن الأفراد المناسبين من الوصول إلى الموارد الصحيحة في الأوقات المناسبة وللأسباب الصحيحة.
- المرونة: مدى قدرة الشخص أو المجتمع أو الأمة أو النظام على مقاومة القوى الخارجية المعاكسة.
- خطر: حدث محتمل قد يؤدي إلى حدوث ضرر أو خسارة.
- إدارة الأمن: تحديد أصول المؤسسة (بما في ذلك الأشخاص والمباني والآلات والأنظمة وموجودات المعلومات)، يليها تطوير وثائق وإجراءات وتنفيذ السياسات والإجراءات لحماية هذه الأصول.
- التهديد: مصدر محتمل للضرر.
- الضعف: درجة إمكانية تغيير شيء ما (عادة بطريقة غير مرغوب فيها) بواسطة قوى خارجية.